# Tjuvasjien

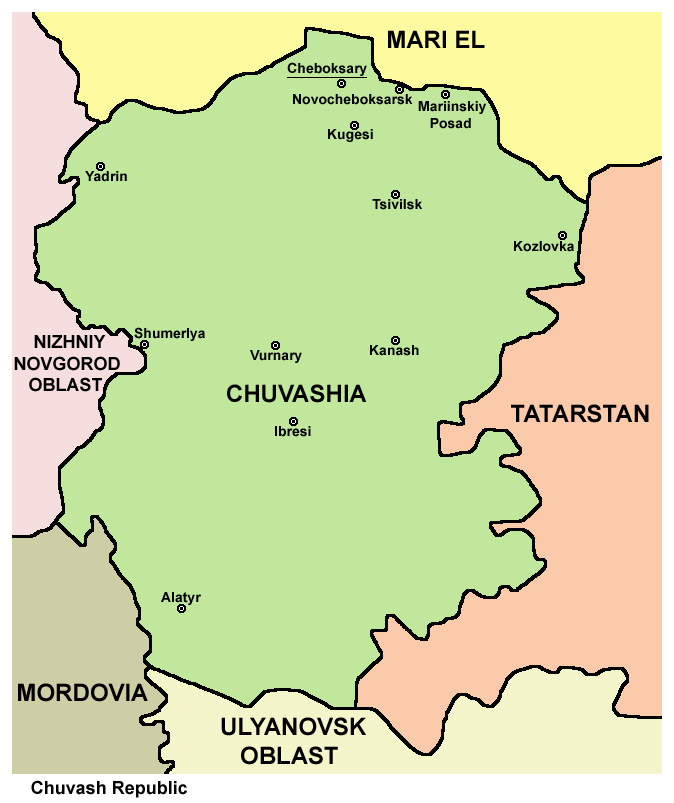

Tjuvasjien är en  delrepublik i den europeiska delen av Ryssland. Huvudstad är Tjeboksary (tjuvasjiska: Sjupasjkar). Nuvarande statschef är Oleg Nikolajev.

## Geografi
Tjuvasjien ligger vid Volga, cirka 50 mil öster om Moskva. Republiken gränsar till Marij El, Tatarstan, Mordvinien, Uljanovsk oblast och Nizjnij Novgorod oblast.
Den största staden är Tjeboksary. Den näst största staden är Novotjeboksarsk, en satellitstad till Tjeboksary. Andra större städer är Kanasj, Alatyr och Sjumerlja.

## Befolkning
Den lilla republiken hör till de mest tätbefolkade regionerna i Ryssland. Tjuvasjer, ett turkfolk, hade vid folkräkningen 2002 889 268 (67,69%) av 1 313 754 invånare; 348 515 (26,53%) var ryssar, 36 379 (2,77%) tatarer och 15 993 (1,22%) mordviner. Tjuvasjien hade 1 251 599 invånare vid folkräkningen 2010. De officiella språken är tjuvasjiska och ryska. Majoriteten bekänner sig till rysk-ortodoxa kyrkan.

## Historia
Tjuvasjien tillhörde Kazankhanatet tills detta besegrades av Ryssland på 1500-talet. I motsats till de andra turkfolken blev tjuvasjerna på 1700-talet kristnade. Under ryskt styre ingick området i guvernementet Kazan. På sovjettiden var Tjuvasjien en autonom socialistisk sovjetrepublik, vilken skapades ur de forna guvernementen Kazan och Simbirsk. Från och med 1991 är det en delrepublik inom Ryssland.

## Ekonomi
Tjuvasjien hör till de rikare regionerna i Ryssland. 
Den 21-23 maj 2006 var svenska företag på besök i Tjuvasjien som en del av projektet Sweden Upgrade (webbsida: ). Enligt Sweden Upgrades rapport kännetecknas Tjuvasjiens ekonomiska utveckling under 2005 av ökade investeringar, ökad omsättning för stora och medelstora bolag inom alla sektorer samt högre omsättning för detaljhandeln och större volymer inom tjänstesektorn. Det konstaterades också en allmänt höjd levnadsstandard. 
Produktionsökningen var störst inom:
- träförädling och trävaroproduktion (59,3%)
- utvinning av energivaror (44,3%)
- produktion av maskiner och utrustning (43,2%).

Förutom det ökar omsättningen av småföretag vars skatteinbetalningar uppgick till 17,6% av 2005 års statsbudget.
Verkstadsindustrin är den största industrigrenen i Tjuvasjien; bara i Tjeboksary finns 43 verkstadsföretag.
De viktigaste branscherna är: 
- elteknisk verkstadsindustri
- tillverkning av traktorer, industrimaskiner, verktyg och instrument.

Näst viktigast industrigren är lätt industri, vars produktion, särskild textilier, till största delen exporteras från republiken.

## Lista över republikens presidenter
- Nikolaj Fjodorov (född 1958), 1994–2010
- Michail Ignatiev (1962–2020), 2010–2020
- Oleg Nikolajev (född 1969), 2020–